# Miguel de Guevara
Miguel de Guevara (Nuova Spagna, 1585? – Nuova Spagna, 1646?) è stato un monaco cristiano, poeta e filologo messicano.

## Biografia
Non si hanno molte notizie sulla vita di Miguel de Guevara. Parente di Hernán Cortés, il conquistatore spagnolo che nel 1522 fu nominato da Carlo V governatore della Nuova Spagna, Miguel de Guevara fu monaco agostiniano, ricevette nel 1610 l'ordinazione sacerdotale, e ricoprì diverse cariche importanti. 
Diede contributi allo studio delle lingue indigene nella Nuova Spagna. Fu esperto in tre lingue: nahuatl, tarasco e matlatzinca. Compilò i vocabolari del nahuatl e del tarasco, ma tali opere non sono giunte fino a noi; è  pervenuto invece l'Arte doctrinal y modo general para aprender la lengua matlazinga scritto nel 1638.
Miguel de Guevara è ritenuto l'autore del sonetto A Cristo crocifisso, uno dei più famosi sonetti della letteratura spagnola.